# Écrits pornographiques

Écrits pornographiques est un ensemble de textes comprenant des poèmes, une conférence sur la littérature érotique, et quelques nouvelles inachevées de Boris Vian, écrits de 1946 à 1956, réunis par Noël Arnaud sous un titre provocateur et publiés chez Christian Bourgois en 1980. Il n'y a pratiquement pas de pornographie dans ce recueil, comme le souligne le biographe de Boris Vian qui précise que cet auteur appréciait peu la pornographie. « Ça, le lecteur va être sacrément déçu ! Comment ! (...) les textes pornographiques de Boris Vian, il y en a si peu? (...) » . Tout juste trouve-t-on quelques allusions salaces dans certains poèmes, qui semblent bien anodins de la part d'un auteur essentiellement amateur d'érotisme.

## Pornographe?
Marc Lapprand rappelle que la dénomination classé X a été adoptée en 1968 par l'industrie cinématographique. « Or Vian avait eu droit au label de pornographe dans la presse à cause de Vernon Sullivan. » Et si son œuvre contient des textes empreints de sensualité et d'érotisme, il n'est pas à proprement parler un pornographe. Beaucoup de ses allusions ressemblent davantage à des blagues de potache plutôt grossier, qu'à une recherche pornographique. Notamment la nouvelle titrée Drencula  qui est une sorte d'hallucination autour du sexe du narrateur. L'écriture de Vian était toutefois « Suffisamment subtile pour suggérer des scènes érotiques sans jamais tomber dans la pornographie crue. »

## Présentation
L'ouvrage est composé dans sa plus grande partie d'une conférence donnée au Club Saint-Germain le 14 juin 1948 : Utilité d'une littérature érotique dont beaucoup de passages sont écrits au second degré. Exemple : « (...) ce qui nous ramène à notre point de départ : comment définir la littérature érotique ? Il est, bien entendu, une solution fort simple, c'est de s'en tenir à l'étymologie; mais à ce compte, ressortirait de la littérature érotique tout ouvrage traitant d'amour; quant à savoir si seules les œuvres de pure fiction méritent cette distinction ou si les œuvres de pure érudition comme l'excellent Manuel d'érotologie classique de Forberg doivent s'y ranger également, voilà le nouveau point (...). »
La conférence est suivie de poèmes :
- Liberté (parodie du poème de Paul Éluard écrit en 1946 et jamais publié du vivant de l'auteur).
- Pendant le congrès (7 juin 1947) dans lequel on détecte, détournés et utilisés à d'autres fins, les mots : conasse grognasse, peau du gland etc.
- Les Gousses, se rapportant  plus au corps de la femme qu'aux lesbiennes, dont Vian déclare qu'il ne les aimait pas, mais dont le texte s'achève sur le désir de se noyer dans le corps des femmes, ce qui inspire à Noël Arnaud une suggestion : « On se demande si Boris Vian, au secret de lui-même ne voyait pas le corps de la femme, gouine ou pas, comme Jean Dubuffet a vu ses Corps de dames[7] ».
- La Marche du concombre dont l'allusion au phallus est assez claire. Ce texte a été interprété par Jean-Claude Dreyfus qui se trouve dans l'album On n'est pas là pour se faire engueuler ! [8], album collectif sorti en juin 2009.
- La Messe en Jean Mineur (spectacle offert par Colgate) par J. S. Bachique qui fait partie, comme La Marche du concombre, d'un ensemble jamais publié et jamais écrit (ou l'inverse) Chansons pas correctes que Vian avait le projet d'écrire en 1955-1956.